# Björn Jopek
Björn Jopek (Berlino, 24 agosto 1993) è un calciatore tedesco, centrocampista dell'Eintracht Mahlsdorf.

## Carriera
Cresciuto nel settore giovanile dell'Union Berlino, debutta in prima squadra il 12 agosto 2012, in occasione dell'incontro di 2. Bundesliga perso per 0-1 contro l'Eintracht Braunschweig. Realizza la sua prima rete in campionato il 14 settembre seguente, nell'incontro perso per 2-1 contro l'Ingolstadt 04; con la squadra della capitale totalizza 57 presenze e cinque reti nell'arco di tre stagioni. Nel 2015 viene acquistato dall'Arminia Bielefeld, dove però il suo impiego consiste in solo quattro gare di campionato, non andando mai a segno.
Negli anni seguenti ha giocato principalmente con squadre della terza divisione tedesca, con brevi parentesi anche nella quarta divisione tedesca.

## Statistiche

### Presenze e reti nei club
Statistiche aggiornate all'11 marzo 2023.
| Stagione                | Squadra                 | Campionato              | Campionato | Campionato | Coppe nazionali | Coppe nazionali | Coppe nazionali | Coppe continentali | Coppe continentali | Coppe continentali | Altre coppe | Altre coppe | Altre coppe | Totale | Totale |
| Stagione                | Squadra                 | Comp                    | Pres       | Reti       | Comp            | Pres            | Reti            | Comp               | Pres               | Reti               | Comp        | Pres        | Reti        | Pres   | Reti   |
| ----------------------- | ----------------------- | ----------------------- | ---------- | ---------- | --------------- | --------------- | --------------- | ------------------ | ------------------ | ------------------ | ----------- | ----------- | ----------- | ------ | ------ |
| 2011-2012               | Union Berlino II        | OL                      | 7          | 0          |                 | -               | -               |                    | -                  | -                  |             | -           | -           | 7      | 0      |
| 2012-2013               | Union Berlino II        | RL                      | 1          | 1          |                 | -               | -               |                    | -                  | -                  |             | -           | -           | 1      | 1      |
| 2013-2014               | Union Berlino II        | RL                      | 6          | 0          |                 | -               | -               |                    | -                  | -                  |             | -           | -           | 6      | 0      |
| Totale Union Berlino II | Totale Union Berlino II | Totale Union Berlino II | 14         | 1          |                 | -               | -               |                    | -                  | -                  |             | -           | -           | 14     | 1      |
| 2012-2013               | Union Berlino           | 2L                      | 25         | 3          | CG              | 1               | 0               |                    | -                  | -                  |             | -           | -           | 26     | 3      |
| 2013-2014               | Union Berlino           | 2L                      | 7          | 0          | CG              | -               | -               |                    | -                  | -                  |             | -           | -           | 7      | 0      |
| 2014-2015               | Union Berlino           | 2L                      | 23         | 2          | CG              | 1               | 0               |                    | -                  | -                  |             | -           | -           | 24     | 2      |
| Totale Union Berlino    | Totale Union Berlino    | Totale Union Berlino    | 55         | 5          |                 | 2               | 0               |                    | -                  | -                  |             | -           | -           | 57     | 5      |
| 2015-2016               | Arminia Bielefeld II    | OL                      | 9          | 2          |                 | -               | -               |                    | -                  | -                  |             | -           | -           | 9      | 2      |
| 2015-2016               | Arminia Bielefeld       | 2L                      | 4          | 0          | CG              | 0               | 0               |                    | -                  | -                  |             | -           | -           | 4      | 0      |
| 2016-2017               | Chemnitz                | 3L                      | 29         | 1          |                 | -               | -               |                    | -                  | -                  |             | -           | -           | 29     | 1      |
| 2017-2018               | Kickers Würzburg        | 3L                      | 9          | 1          | CG              | 1               | 0               |                    | -                  | -                  |             | -           | -           | 10     | 1      |
| 2018-2019               | Hallescher              | 3L                      | 33         | 3          |                 | -               | -               |                    | -                  | -                  |             | -           | -           | 33     | 3      |
| 2019-2020               | Hallescher              | 3L                      | 21         | 2          | CG              | 1               | 0               |                    | -                  | -                  |             | -           | -           | 22     | 2      |
| Totale Hallescher       | Totale Hallescher       | Totale Hallescher       | 54         | 5          |                 | 1               | 0               |                    | -                  | -                  |             | -           | -           | 55     | 5      |
| feb.-giu. 2021          | Viktoria Berlino        | RL                      | 0          | 0          |                 | -               | -               |                    | -                  | -                  |             | -           | -           | 0      | 0      |
| 2021-2022               | Viktoria Berlino        | 3L                      | 33         | 3          |                 | -               | -               |                    | -                  | -                  |             | -           | -           | 33     | 3      |
| Totale Viktoria Berlino | Totale Viktoria Berlino | Totale Viktoria Berlino | 33         | 3          |                 | -               | -               |                    | -                  | -                  |             | -           | -           | 33     | 3      |
| 2022-2023               | Kickers Offenbach       | RL                      | 20         | 5          | CG              | 1               | 0               |                    | -                  | -                  |             | -           | -           | 21     | 5      |
| Totale carriera         | Totale carriera         | Totale carriera         | 227        | 23         |                 | 5               | 0               |                    | -                  | -                  |             | -           | -           | 232    | 23     |